# Glycidylgroep

Glycidylgroep

In de organische chemie is een glycidylgroep een functionele groep voor organische verbindingen. De groep is afgeleid van glycidol en bestaat uit een epoxide-ring met nog een extra methyleengroep.
De meest voorkomende glycidylverbindingen zijn de glycidylethers, zoals o-cresylglycidylether of n-butylglycidylether.